# Castillo de Alpetea
El castillo de Alpetea fue una antigua fortificación española alzada a 1266 m s. n. m. sobre un cerro de difícil acceso junto a la confluencia de los ríos Gallo y Tajo, en el parque natural del Alto Tajo, al sur de Villar de Cobeta, dentro del término municipal de Zaorejas (Guadalajara). No se mantiene en pie ningún resto salvo la forma rocosa en la cima. Sin embargo, el cronista Antonio Herrera Casado sostiene que se trata tan solo de una formación rocosa que, vista desde lejos, da apariencia de castillo.

## Leyendas
Una leyenda, muy típica acerca de la conquista cristiana de la península ibérica, data el origen del castillo hacia el siglo X. En 1140 el dueño del castillo era el andalusí caballero Montesinos, que luchaba contra los ejércitos cristianos del norte. A una pastora manca que andaba por el barranco del río Arandilla se le apareció la Virgen María que le dijo que fuese a buscar a Montesinos. Ante él la Virgen obró el milagro de restituir el brazo a la pastora, lo que asombró al capitán que se convirtió al cristianismo y erigió en aquel lugar la que se llamó ermita de la Virgen de Montesinos.